# Monunius I
Monunius I I was een Illyrische koning. Hij regeerde in het zuiden van Illyrië, op het grondgebied van de Taulantii, Dyrrhachion en Apollonia. Hij was de eerste Illyrische koning die zijn eigen zilveren munten had.